# Ophiopsila caribea
Ophiopsila caribea is een slangster uit de familie Ophiocomidae.
De wetenschappelijke naam van de soort werd in 1872 gepubliceerd door Axel Vilhelm Ljungman.